# Splash
A Splash egy magyar könnyűzenei együttes. Legismertebb slágereik a Húzz magadhoz, ha fázol és a Tedd fel a kezed.

## Története
Ősz Balázs az 1990-es években már készített pár demót, amelyekkel különféle kiadóknál házalt. Tabár István, az Exotic együttes akkori billentyűse, aki hasonló produkciókat menedzselt, karolta fel. Az általa készített dalok leginkább a német Scooter akkori zenei világára (happy hardcore, rave) hasonlítottak, azonban éppen akkor indult a Kozmix is, éppen ugyanezzel a stílussal. Tabár és a kiadó nyomására inkább az eurodisco vonal felé mozdította azt el, hasonlóan a Brooklyn Bounce-hoz. Ehhez szükség volt egy énekesnőre, akit Benkó Ildikó személyében találtak meg. Az együttesnév egy képregényben megjelent szövegbuborékból származik.
Első kislemezük a „Hozd el a holnapot” volt, ezt követte 1999-ben az azonos című album. 2000-ben jelent meg a második albumuk Lázad a szívem címmel. 2001-ben különféle kreatív nézeteltérések miatt Sári Éva váltotta Benkó Ildikót, ez együtt járt a stílus megváltozásával is. 2002-ben napvilágot látott a harmadik albumuk is a Szabadon, majd három év szünet után 2005-ben jelent meg következő albumuk az Újra.
2006-ban, miután egyre inkább veszítettek a népszerűségükből, a Splash beszüntette tevékenységét. 2011-ben a retrófesztiválok felfutásával aztán újra turnézni kezdtek, gyakorta korábbi számaik áthangszerelt változataival.

## Diszkográfia

### Nagylemezek[2]
- Hozd el a holnapot (1999)
- Lázad a szívem (2000)
- Szabadon (2002)
- Újra (2005)

### Kislemezek[2]
- Húzz magadhoz, ha fázol / Hozd el a holnapot (1999)
- Tedd fel a kezedet / Úgy szállj (1999)
- Lázad a szívem / Csak az álmom szép (2000)
- Nincs szükségem rád (Dub-I-Dub) / Te és én (2000)
- Túl a szavakon / Valaki kell (2001)
- Szabadon (2002)
- Talán (2003)
- Gyere szeress / Tedd fel a kezed 2004 (2004)
- Elmúlt / Úgy vágyom én is rád (2005)
- Night Shift feat. Splash: Húzz magadhoz, ha fázol (2007)